# John Oliver
John William Oliver (n. 23 aprilie 1977, Birmingham⁠(d), Anglia, Regatul Unit) este un comic, scriitor, producător, comentator politic, actor, realizator și prezentator de televiziune britanic care activează în Statele Unite. Oliver și-a început cariera în comedia stand-up în Regatul Unit, dar a devenit mai cunoscut pentru activitatea sa în Statele Unite ca principal corespondent britanic la The Daily Show cu Jon Stewart⁠(d) din 2006 până în 2013. Oliver a câștigat trei premii Primetime Emmy⁠(d) pentru ce a scris pentru The Daily Show și a devenit prezentator invitat⁠(d) pentru o perioadă de opt săptămâni în 2013. El a găzduit și podcastul de comedie The Bugle⁠(d) cu Andy Zaltzman⁠(d), cu care Oliver lucrase anterior la serialul radiofonic Political Animal⁠(d). Din 2010 până în 2013, Oliver a realizat și prezentat propriul serial de stand-up John Oliver's New York Stand-Up Show⁠(d) la Comedy Central. A jucat și roluri în seriale de televiziune, cel mai cunoscut fiind rolul recurent al Dr. Ian Duncan în sitcomul NBC Community⁠(d), și în unele filme, inclusiv roluri de voce⁠(d) în Ștrumpfii (2011), Ștrumpfii 2 (2013) și remake-ul din 2019 al filmului de animație Regele Leu. În 2019, a obținut cetățenia americană.
Din 2014, Oliver este realizator și prezentator al emisiunii HBO Last Week Tonight with John Oliver. A fost recunoscut și apreciat pe scară largă de public și de critici pentru activitatea în această emisiune, iar influența pe care a avut-o asupra culturii, legislației și politicilor publice americane a fost numită „efectul John Oliver”. Pentru Last Week Tonight, Oliver a câștigat șaisprezece premii Emmy și două premii Peabody, și a fost inclus în Time 100⁠(d) pe anul 2015. Time l-a descris drept „agent comic al schimbării...puternic pentru că nu se teme să abordeze chestiuni importante într-o manieră chibzuită, fără teamă și fără jenă". Munca lui Oliver a fost descrisă drept jurnalism sau chiar jurnalism de investigație, etichete pe care Oliver le respinge.